# Talcy (Rosja)
Talcy (ros.) Тальцы - przed 1975 duża wieś, a obecnie skansen architektury drewnianej obwodu irkuckiego, filia państwowego muzeum w Irkucku, położony na brzegu Angary 20 km od Bajkału.
Początki osady datują się na 1758, gdy założono tu filię żeńskiego klasztoru prawosławnego. Po odkryciu w 1784 niewielkiego złoża piasków szklarskich powstała fabryka szklarska, a przy niej osada. W późniejszym okresie powstała także mała fabryka porcelany (upadła w latach 80. XIX w.) oraz sukiennicza. W 1859 zbudowano drewnianą cerkiew.
Wieś Talcy wraz z fabryką szkła została zlikwidowana w 1955 w związku z planowanym zatopieniem wsi w wyniku budowy Angarskiej Elektrowni Wodnej. Obok, na niezatopionym kawałku założono w 1969 skansen, otwarty w 1980. Powierzchnia skansenu 67 ha. Bazuje on na budynkach ewakuowanych z całego obszaru zatopionego w czasie budowy elektrowni. Obecnie w skansenie jest ponad 40 zabytkowych budowli od XVII do XIX w., w tym cerkiew Kazańska i Spaska baszta przywiezione z zatopionego Ilimska. Obecnie prowadzi się rekonstrukcję całego Ilimskiego ostroga.